# 伯尔莱
伯尔莱（法語：Beurlay，法語發音：[bœʁlɛ]）是法国滨海夏朗德省的一个市镇，位于该省中部，属于桑特区。

## 地理
伯尔莱（45°51'37"N, 0°50'13"W）面积9.71 平方千米，位于法国新阿基坦大区滨海夏朗德省，该省份为法国西部滨海省份，北起旺代省，西临大西洋，南至吉倫特省，东南接多爾多涅省，东北接德塞夫勒省接壤，东临夏朗德省。
与伯尔莱接壤的市镇（或旧市镇、城区）包括：阿尔努河畔蓬拉贝、罗姆古、圣拉德贡德、阿尔努河畔圣叙尔皮斯、特里宰、拉瓦莱。

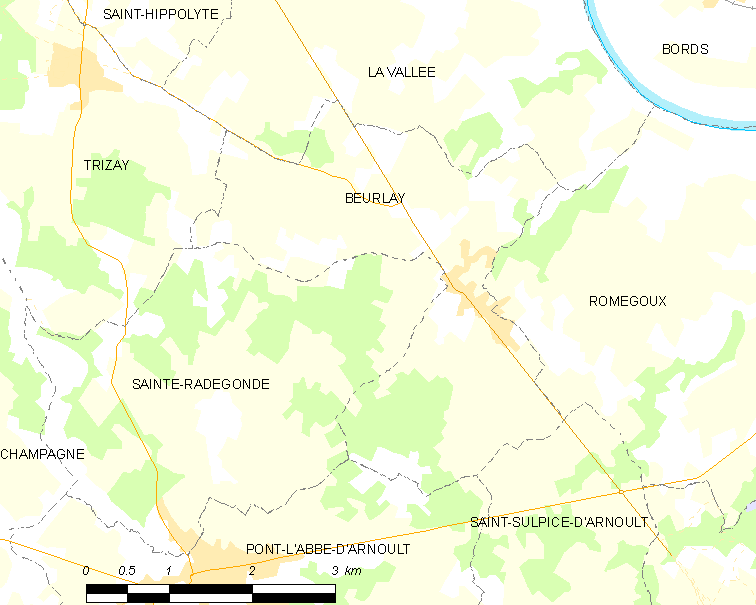
伯尔莱的OSM定位图

伯尔莱的时区为UTC+01:00、UTC+02:00（夏令时）。

## 行政
伯尔莱的邮政编码为17250，INSEE市镇编码为17045。

## 政治
伯尔莱所属的省级选区为圣波谢尔县。

## 人口

1962-2008年间伯尔莱人口变化图示

伯尔莱于2022年1月1日时的人口数量为1003人。